# Rally Dakar de 1984
El Rally Dakar de 1984, la sexta edición de esta carrera rally raid, se realizó del 1 al 20 de enero de ese año. El trayecto total de esta versión, que se extendió entre París y Dakar, fue de 12 000 km y se disputó por rutas de Francia, Argelia, Níger, Alto Volta, Costa de Marfil, Guinea, Sierra Leona y Senegal.
Participaron en total 313 coches y 114 motocicletas, de los cuales llegaron a la final 98 y 50, respectivamente.

## Recorrido
| Etapa | Fecha       | Origen                    | Destino                   | Total (km) |
| ----- | ----------- | ------------------------- | ------------------------- | ---------- |
| 1     | 1 de enero  | París Francia             | Marsella Francia          |            |
|       | 2 de enero  | Traslado a África         |                           |            |
| 2     | 3 de enero  | Argel Argelia             | El Golea Argelia          | 925        |
| 3     | 4 de enero  | El Golea Argelia          | In Salah Argelia          | 500        |
| 4     | 5 de enero  | In Salah Argelia          | Tamanrasset Argelia       | 666        |
| 5     | 6 de enero  | Tamanrasset Argelia       | Iferouane Níger           | 600        |
| 6     | 7 de enero  | Iferouane Níger           | Chirfa Níger              | 559        |
| 7     | 8 de enero  | Chirfa Níger              | Dirkou Níger              | 238        |
| 8     | 9 de enero  | Dirkou Níger              | Agadez Níger              | 617        |
| 9     | 10 de enero | Agadez Níger              | Niamey Níger              | 848        |
| 10    | 11 de enero | Niamey Níger              | Uagadugú Alto Volta       | 674        |
| 11    | 12 de enero | Uagadugú Alto Volta       | Bouna Costa de Marfil     | 553        |
| 12    | 13 de enero | Bouna Costa de Marfil     | Yamusukro Costa de Marfil | 673        |
| 13    | 14 de enero | Yamusukro Costa de Marfil | Touba Costa de Marfil     | 343        |
| 14    | 15 de enero | Touba Costa de Marfil     | Kissidougou Guinea        | 523        |
| 15    | 16 de enero | Kissidougou Guinea        | Freetown Sierra Leona     | 581        |
| 16    | 17 de enero | Freetown Sierra Leona     | Labé Guinea               | 647        |
| 17    | 18 de enero | Labé Guinea               | Tambacounda Senegal       | 457        |
| 18    | 19 de enero | Tambacounda Senegal       | Sali Portudal Senegal     | 408        |
| 19    | 20 de enero | Sali Portudal Senegal     | Dakar Senegal             | 168        |

## Vencedores por etapas
| Etapa   | Motocicletas                  | Coches                     |
| ------- | ----------------------------- | -------------------------- |
| 1       | Patrick Drobecq               | Jean-Pierre Gabreau        |
| 2       | Serge Bacou                   | Pierre Lartigue            |
| 3       | Gaston Rahier                 | Jacky Ickx                 |
| 4       | Serge Bacou                   | Jacky Ickx                 |
| 5       | Gaston Rahier                 | Jacky Ickx                 |
| 6       | Hubert Auriol                 | Jacky Ickx                 |
| 7       | Hubert Auriol                 | Rene Metge                 |
| 8       | Philippe Vassard              | Jacky Ickx                 |
| 9       | Hubert Auriol                 | André Trossat              |
| 10      | Hubert Auriol                 | Guy Colsoul                |
| 11      | Hubert Auriol                 | Jacky Ickx                 |
| 12      | Hubert Auriol                 | Guy Colsoul                |
| 13      | Hubert Auriol                 | Rene Metge                 |
| 14      | Serge Bacou                   | Rene Metge                 |
| 15      | Serge Bacou                   | Patrick Zaniroli           |
| 16      | Serge Bacou Gaston Rahier     | Jacky Ickx Guy Colsoul     |
| 17      | Hubert Auriol                 | Marc La Caze               |
| 18      | Hubert Auriol                 | Jacky Ickx                 |
| 19      | Patrick Drobecq Mirek Kubicek | Jacky Ickx Roland Kussmaul |
| Fuente: |                               |                            |

## Clasificación final

### Coches
| Puesto | Piloto / copiloto                | País        | Marca      |
| ------ | -------------------------------- | ----------- | ---------- |
| 1      | René Metge / Dominique Lemoine   | Francia     | Porsche    |
| 2      | Patrick Zaniroli / Jean da Silva | Francia     | Rover      |
| 3      | Andrew Cowan / Johnstone Syer    | Reino Unido | Mitsubishi |

### Motos
| Puesto | Nombre           | País    | Marca |
| ------ | ---------------- | ------- | ----- |
| 1      | Gaston Rahier    | Bélgica | BMW   |
| 2      | Hubert Auriol    | Francia | BMW   |
| 3      | Philippe Vassard | Francia | Honda |

### Camiones
| Puesto | Nombre                                      | País    | Marca         |
| ------ | ------------------------------------------- | ------- | ------------- |
| 1      | Pierre Laleu Daniel Durce Patrick Venturini | Francia | Mercedes Benz |
| 2      | Paolo Bonera Valerio Grassi Paolo Travaglia | Italia  | BMW           |
| 3      | Henri Gabrelle Alain Voillereau Adolf Dirl  | Francia | MAN           |